# Macroglossum trochiloides
Macroglossum trochiloides är en fjärilsart som beskrevs av Butler 1896. Macroglossum trochiloides ingår i släktet Macroglossum och familjen svärmare. Inga underarter finns listade i Catalogue of Life.